# Bradford (Adderstone with Lucker)
Bradford – przysiółek w Anglii, w hrabstwie Northumberland, w dystrykcie (unitary authority) Northumberland, w civil parish Adderstone with Lucker. Leży 69 km na północ od miasta Newcastle upon Tyne i 466 km na północ od Londynu. W 1951 roku civil parish liczyła 14 mieszkańców.